# ليودميلا أندونوفا
ليودميلا أندونوفا (بالبلغارية: Людмила Андонова) هي متسابقة قفز عالي بلغارية ولدت في يوم 6 مايو 1960. في سنة 1984 قامت بتحطيم الرقم القياسي العالمي برقم 2.07 متر. وعلى الرغم من تحطيمها للرقم القياسي الا انها لم تفز بأي ميداليات في الألعاب الأولمبية وبطولات العالم وأوروبا.